# 1872
- Wikisource

| Calendário gregoriano                                                        | 1872 MDCCCLXXII                     |
| Ab urbe condita                                                              | 2625                                |
| Calendário arménio                                                           | 1321 – 1322                         |
| Calendário bahá'í                                                            | 28 – 29                             |
| Calendário budista                                                           | 2416                                |
| Calendário chinês                                                            | 4568 – 4569 Início a 9 de fevereiro |
| Calendário copta                                                             | 1588 – 1589                         |
| Calendário etíope                                                            | 1864 – 1865                         |
| Calendários hindus - Vikram Samvat - Calendário nacional indiano - Cáli Iuga | 1927 – 1928 1793 – 1794 4972 – 4973 |
| Calendário Holoceno                                                          | 11872                               |
| Calendário islâmico                                                          | 1289 – 1290                         |
| Calendário judaico                                                           | 5632 – 5633                         |
| Calendário persa                                                             | 1250 – 1251 Início a 20 de março    |
| Calendário rúnico                                                            | 2122                                |
| Calendário solar tailandês                                                   | 2415                                |

1872 (MDCCCLXXII, na numeração romana)  foi um ano bissexto do século XIX do actual Calendário Gregoriano, da Era de Cristo,  e as suas letras dominicais foram  G e F (52 semanas), teve início a uma segunda-feira e terminou a uma terça-feira.
| Ano completo                            |
| --------------------------------------- |
| Ano bissexto com início à segunda-feira |

## Eventos
- Beatificação do Papa Eugênio III.
- Felix Klein publica o Programa de Erlangen.
- Estabelecimento de uma fábrica de sabão na ilha Graciosa, Açores.
- Colocação do primeiro farolim no Porto da Calheta, concelho da Calheta apesar de este estar construído desde 1757.
- Lançamento de In a glass darkly coletânea de contos de Sheridan Le Fanu, que continha a novela Carmilla.

### Março
- 3 de Março - Império do Brasil: A questão religiosa, um conflito e enfrentamento entre a Igreja Católica e a Maçonaria, se torna uma questão de Estado.

### Agosto
- 4 de agosto - Naufraga na Baía de Angra um navio de origem alemã, o patacho Telegraph.

### Dezembro
- 24 de dezembro - Naufrágio causado pelo temporal, de um barco francês na Ponta do Tamão, Ribeirinha, Angra do Heroísmo.

## Nascimentos
- 1 de fevereiro - Afonso Cerqueira, Contra-almirante da Marinha Portuguesa (m. 1957).
- 1 de maio - Sidónio Pais, quarto presidente da República Portuguesa (m. 1918).
- 6 de maio - Willem de Sitter, matemático, físico e astrônomo neerlandês (m. 1934).
- 10 de maio - Marcel Mauss, sociólogo e antropólogo francês (m. 1950).
- 18 de maio - Bertrand Russell, filósofo e matemático britânico (m. 1970).
- 18 de maio - Álvaro da Silva Pinheiro Chagas, jornalista português (m. 1935).
- 31 de maio - Charles Greeley Abbot, m. 1973, foi um famoso astrónomo e astrofísico norte-americano.
- 6 de junho - Czarina Alexandra Feodorovna da Rússia. (m.1918).
- 23 de junho - Henri Hubert, arqueólogo e sociólogo francês (m. 1927).
- 1 de julho — Louis Blériot, aviador francês (m. 1936).
- 4 de julho - Calvin Coolidge, presidente dos Estados Unidos de 1923 a 1929 (m. 1933).
- 30 de julho - Ângelo de Lima, poeta portuense da Revista Orpheu (m. 1921).
- 3 de agosto - Haakon VII da Noruega, rei da Noruega de 1905 a 1957 (m. 1957)
- 5 de agosto - Oswaldo Cruz, médico e sanitarista brasileiro (m. 1917).
- 15 de outubro - Wilhelm Miklas, foi um político austríaco e presidente da Áustria de 1928 a 1938 (m. 1956).[1]
- 21 de outubro - Francisca Praguer Fróes, médica e feminista brasileira (m. 1931).

## Mortes
- 19 de março - Joseph Bates, um dos pioneiros e fundadores da Igreja Adventista do Sétimo Dia.
- 2 de abril - Samuel Morse, inventor estadunidense (n. 1791).
- 28 de maio - Sofia da Baviera, princesa da Baviera e arquiduquesa da Áustria (n. 1805).
- 14 de junho - Félix Borges de Medeiros, foi governador civil do Distrito de Ponta Delgada e do Distrito de Angra do Heroísmo, Açores, n. 1819.
- 13 de setembro - Ludwig Feuerbach, filósofo alemão (n. 1804).
- 18 de setembro - Carlos XV da Suécia, rei da Suécia e Noruega de 1859 a 1872 (n. 1826)
- 24 de dezembro - William Rankine, físico e engenheiro britânico (n. 1820).

## Por tema
- 1872 na arte
- 1872 no Brasil
- 1872 na ciência
- 1872 no cinema
- 1872 no desporto
- 1872 na literatura
- 1872 na música